# الحياينة
اَلْحَيَايِنَةُ قبيلةٌ عربية مغربية تقعُ شمالَ شرقِ مدينةِ فاس. يمتدُّ ترابُها بين نهرينِ يشكلان حدودَها الطبيعيةَ، من نهرِ وَرْغَةَ شمالًا إلى نهرِ إيناونَ جنوبًا، ويخترقُه نهرُ اللَّبَنِ الذي هو أحدُ روافدِ هذا الأخيرِ. تقعُ بحيرةُ سدِّ إدريسَ الأولِ في أقصى جنوبِ قبائلَ الحياينةِ، وهو سدٌّ على نهرِ إيناونَ المذكورِ. يتفرعُ الحياينةُ الذين عُرِفوا قديمًا باسمِ أولاد حَيُّون أو أولاد حَيَّان إلى ثلاثِ قبائلَ، وهي من الشمالِ إلى الجنوبِ: أولاد عمران، وأولاد عليان، وأولاد رياب. ينتمي إداريًّا مجالُ الحياينةِ إلى إقليمِ تاوناتَ، وكان إلى زمنٍ قريبٍ يشكلُّ وحدةً إداريةً تحت قيادةٍ مركزُها بلدةُ تِيسَّةَ، قبل أن تنقسمَ إلى ثلاثِ قياداتٍ تطابقُ كلُّ واحدةٍ منها إلى حدٍّ ما مجالَ إحدى القبائلَ الثلاثِ، وتنضوي جميعُها تحت دائرةِ تِيسَّةَ.
ذكرها المؤرخ الإسباني مرمول كربخال الذي جال المغرب في منتصف القرن 16 م، فقال عنها أنها قبيلة فلاحية غنية ذات 25 قرية، زودت الجيش السعدي بأربعة آلاف مقاتل.[بحاجة لمصدر]

## نسب القبيلة
يقول أبو القاسم الزياني في “الترجمان المعرب” :" بالمغرب من عرب اليمن الحياينة حوز فاس وبني حسن وأولاد أبو عطية بتامسنا وأولاد حسين ابن عمرو - والنصف من زمران والنصف الآخر من الخزرج - وموطن زمران قبلة مراكش والله الموفق".